# Beweglichkeit (Physik)
Die Beweglichkeit {\displaystyle \textstyle b} bzw. Mobilität {\displaystyle \mu } als physikalischer Begriff ist definiert über die konstante (stationäre) Geschwindigkeit {\displaystyle {\vec {v}}_{\mathrm {s} },} welche ein Körper (asymptotisch) erreicht, wenn an ihm eine konstante Kraft {\displaystyle {\vec {F}}} angreift:
{\displaystyle {\vec {v}}_{\mathrm {s} }=\mu \cdot {\vec {F}}}
Man spricht in diesem Zusammenhang von der Driftgeschwindigkeit {\displaystyle {\vec {v}}_{\mathrm {s} }}.
In der Elektrodynamik wird die Beweglichkeit in leicht abgewandelter Form und damit mit anderer Einheit definiert. Die Ladungsträgerbeweglichkeit {\displaystyle \textstyle b} bezeichnet den Zusammenhang zwischen der Driftgeschwindigkeit von Ladungsträgern und einem angelegten elektrischen Feld:
{\displaystyle {\vec {v}}_{\mathrm {s} }=b\cdot {\vec {E}}}
Grundsätzlich ist es nur in dissipativen Systemen sinnvoll eine Mobilität einzuführen, also dort, wo es Reibung und somit eine inelastische Streuung gibt. Ab einer bestimmten Geschwindigkeit gibt es ein Gleichgewicht zwischen äußerer Kraft und entgegengesetzt wirkender Reibungskraft, sodass die Bewegung stationär ist (allgemeiner: die mittlere Geschwindigkeit ist stationär).

## Beweglichkeit in der Mechanik
Eine konstante an einem Körper angreifende Kraft {\displaystyle {\vec {F}}} bewirkt solange dessen Beschleunigung {\displaystyle {\dot {\vec {v}}}}, bis die entgegengesetzte Reibungskraft (z. B. Luft- oder Gleitreibung) den gleichen Betrag hat. Dann ist die stationäre Geschwindigkeit {\displaystyle {\vec {v}}_{\mathrm {s} }} erreicht, und die effektive Beschleunigung beträgt null:
{\displaystyle {\vec {v}}=konst.={\vec {v}}_{\mathrm {s} }\Leftrightarrow {\dot {\vec {v}}}=0}
Dies ist z. B. der Grund, warum ein in der Atmosphäre fallender Körper nicht beliebig schnell wird. Eine Ursache dieser Gesetzmäßigkeit ist die Abhängigkeit der Reibung von der Geschwindigkeit des Körpers.
Die mechanische Beweglichkeit {\displaystyle \mu } ist daher definiert als
{\displaystyle \mu ={\frac {|{\vec {v}}_{\mathrm {s} }|}{|{\vec {F}}|}}},
wobei {\displaystyle ||} für den Betrag eines Vektors steht.
In der Mechanik hat die Beweglichkeit somit die Einheit s/kg.
Historisch interessant ist, dass Aristoteles dieses Gesetz als grundlegend für seine Mechanik angenommen hat. Die heutige Mechanik hingegen beruht auf den Newtonschen Axiomen, aus denen das Gesetz hervorgeht.

### Mobilität bei Stokes’scher Reibung
Ein Körper werde durch eine externe Kraft {\displaystyle {\vec {F}}_{\mathrm {ext} }} beschleunigt und durch Stokes’sche Reibung gebremst.
Die Stokes’sche Reibungskraft ist:
{\displaystyle {\vec {F}}_{\mathrm {R} }=-\gamma \cdot {\vec {v}}};
für die Bewegung eines kugelförmigen Teilchens in einem Fluid gilt:
{\displaystyle \gamma ={\frac {6\cdot \pi \cdot r\cdot \eta }{C}}}
mit
- dem Teilchenradius {\displaystyle r} bzw. Teilchendurchmesser {\displaystyle d=2\cdot r}
- der dynamischen Viskosität {\displaystyle \eta } des Fluids
- dem Cunningham-Korrekturfaktor {\displaystyle C\approx 1}.

Die resultierende Kraft setzt sich zusammen aus der Reibungs- und der externen Kraft:
{\displaystyle {\begin{alignedat}{2}{\vec {F}}_{\mathrm {res} }&={\vec {F}}_{\mathrm {R} }&&+{\vec {F}}_{\mathrm {ext} }\\\Leftrightarrow m{\dot {\vec {v}}}&=-\gamma \cdot {\vec {v}}&&+{\vec {F}}_{\mathrm {ext} }\end{alignedat}}}
Im Gleichgewicht ist die resultierende Kraft und somit die Beschleunigung gleich Null:
{\displaystyle {\dot {\vec {v}}}=0},
und die stationäre Geschwindigkeit erreicht:
{\displaystyle \Rightarrow {\vec {v}}_{\mathrm {s} }={\frac {1}{\gamma }}\cdot {\vec {F}}_{\mathrm {ext} }}
Die Beweglichkeit ist also
{\displaystyle \mu ={\frac {|{\vec {v}}_{\mathrm {s} }|}{|{\vec {F}}_{\mathrm {ext} }|}}={\frac {1}{\gamma }}={\frac {C}{6\cdot \pi \cdot r\cdot \eta }}={\frac {C}{3\cdot \pi \cdot d\cdot \eta }}}

#### Mobilitätsdurchmesser
Die Beweglichkeit eines sich in einer Flüssigkeit bewegenden Körpers kann durch den mobilitätsäquivalenten Durchmesser bzw. Mobilitätsdurchmesser {\displaystyle d} ausgedrückt werden; dies ist der Durchmesser {\displaystyle d} einer Kugel, welche dieselbe Mobilität besitzt wie der betrachtete (nicht unbedingt kugelförmige) Körper. Die Mobilität beträgt nach dem stokesschen Gesetz (s. auch oben):
{\displaystyle \mu ={\frac {C(d)}{3\cdot \pi \cdot \eta \cdot d}}}.
Darin gibt der Cunningham-Korrekturfaktor {\displaystyle C(d)} an, ob das den Körper umgebende Fluid
- als Kontinuum aufgefasst werden kann
- als freimolekular oder
- dazwischen.

Ausschlaggebend dafür ist die mittlere freie Weglänge {\displaystyle \lambda } der Fluidmoleküle und der Mobilitätsdurchmesser des Körpers:
{\displaystyle C(d)=1+{\frac {2\cdot \lambda }{d}}\cdot \left(\alpha +\beta \cdot \exp \left(-\gamma \cdot {\frac {d}{2\cdot \lambda }}\right)\right)}
mit der Exponentialfunktion {\displaystyle \exp }.
Die Konstanten {\displaystyle \alpha }, {\displaystyle \beta } und {\displaystyle \gamma } wurden empirisch ermittelt und werden i. d. R. als allgemeingültig betrachtet.
Angewendet wird diese Größe vor allem in der Aerosoltechnik, besonders für ultrafeine Partikel.

## Beweglichkeit in der Elektrodynamik
In der Elektrodynamik wird die Beweglichkeit in leicht abgewandelter Form definiert. Die Ladungsträgermobilität (oder einfach Mobilität, speziell für Elektronen: Elektronenmobilität) bezeichnet den Zusammenhang zwischen der Driftgeschwindigkeit {\displaystyle {\vec {v}}_{\mathrm {D} }} von Ladungsträgern (in einem Festkörper: Defekt-/Elektronen, in einem Plasma: Elektronen/Ionen) und einem angelegten elektrischen Feld {\displaystyle {\vec {E}}}:
{\displaystyle \mu ={\frac {|{\vec {v}}_{\mathrm {D} }|}{|{\vec {E}}|}}}
wobei {\displaystyle ||} für den Betrag eines Vektors steht und {\displaystyle \mu } die Einheit   {\displaystyle \mathrm {{\frac {m^{2}}{V\cdot s}}={\frac {A\cdot s^{2}}{kg}}={\frac {C\cdot s}{kg}}} }   hat; gewöhnlich wird die Mobilität angegeben in {\displaystyle \mathrm {\frac {cm^{2}}{V\cdot s}} }.
Bei kleinen Feldstärken {\displaystyle E} ist  {\displaystyle \mu }  unabhängig von der Feldstärke, bei hohen Feldstärken allerdings nicht mehr. Das genaue Verhalten wird dabei wesentlich durch das Material beeinflusst, also z. B. dadurch, ob ein elektrischer Strom durch einen Festkörper oder ein Plasma fließt. Bei sehr großen Feldstärken erhöht sich in Festkörpern die mittlere Elektronengeschwindigkeit nicht mehr und erreicht die Sättigungsgeschwindigkeit {\displaystyle v_{\mathrm {sat} }}.
Für die Beweglichkeit von Ionen siehe Ionenbeweglichkeit.

### Zusammenhang mit Leitfähigkeit
Die elektrische Leitfähigkeit {\displaystyle \sigma } lässt sich mit der Beweglichkeit in Verbindung bringen.
Für leitfähige Stoffe lautet die Materialgleichung, welche die elektrische Stromdichte {\displaystyle {\vec {j}}} mit dem angelegten elektrischen Feld über die elektrische Leitfähigkeit {\displaystyle \sigma } verknüpft:
{\displaystyle {\begin{aligned}{\vec {j}}&=\sigma \cdot {\vec {E}}\\&=\sigma \cdot {\frac {{\vec {v}}_{\mathrm {D} }}{\mu }}\end{aligned}}}
Das zweite Gleichheitszeichen gilt unter Verwendung der obigen Definition der Beweglichkeit.
Allgemein ist die Stromdichte definiert als:
{\displaystyle {\begin{aligned}{\vec {j}}&=\rho \cdot {\vec {v}}_{\mathrm {D} }\\&=q\cdot n\cdot {\vec {v}}_{\mathrm {D} }\end{aligned}}}
mit
- der Ladungsdichte {\displaystyle \rho =q\cdot n}
- der elektrischen Ladung {\displaystyle q} (nicht notwendigerweise die Elementarladung) eines Ladungsträgers (z. B. Elektron, Loch, Ion, geladenes Molekül etc.)
- der Ladungsträgerdichte {\displaystyle n}.

Somit kommt man durch Gleichsetzen auf den Zusammenhang zwischen Leitfähigkeit und Beweglichkeit:
{\displaystyle \Rightarrow \sigma =q\cdot n\cdot \mu }.
In Metallen ändert sich die Ladungsträgerdichte nur wenig mit der Temperatur, und die Leitfähigkeit ist von der temperaturabhängigen Mobilität bestimmt.
Die Leitfähigkeit eines Halbleiters setzt sich zusammen aus
- der Elektronendichte {\displaystyle n} und deren Beweglichkeit {\displaystyle \mu _{n}} sowie
- der Lochdichte {\displaystyle p} und deren Beweglichkeit {\displaystyle \mu _{p}}:

{\displaystyle \sigma =e\cdot (n\cdot \mu _{n}+p\cdot \mu _{p})}
mit der Elementarladung {\displaystyle e}.
Bei Halbleitern ändert sich die Ladungsträgerdichte stark (exponentiell) mit der Temperatur, dagegen ist die Temperaturabhängigkeit der Mobilität klein.

### Mikroskopische Betrachtung
Ladungsträger bewegen sich in einem Gas oder Festkörper ohne ein elektrisches Feld in der Regel zufällig, d. h. die mittlere Driftgeschwindigkeit ist null. Bei Anwesenheit eines elektrischen Feldes bewegen sich die Ladungen dagegen mit einer effektiven Geschwindigkeit entlang des Feldes, die deutlich geringer ist als die mittlere Geschwindigkeit der einzelnen Ladungen.
Nach dem Drude-Modell ist die Driftgeschwindigkeit gleich
{\displaystyle v_{\mathrm {D} }={\frac {q\cdot \tau }{m}}\cdot E}
mit
- {\displaystyle \tau } mittlere Stoßzeit (Zeit zwischen zwei Stößen)
- {\displaystyle m} Masse,

jeweils der Ladungsträger.
Daraus kann man die Mobilität direkt ablesen:
{\displaystyle \Rightarrow \mu ={\frac {q\cdot \tau }{m}}}
Die mittlere Stoßzeit lässt sich schreiben als Quotient aus mittlerer freier Weglänge und mittlerer Geschwindigkeit; letztere setzt sich wiederum zusammen aus der mittleren thermischen Geschwindigkeit {\displaystyle v_{th}} und der Driftgeschwindigkeit {\displaystyle v_{D}}:
{\displaystyle \tau ={\frac {\lambda }{v_{\mathrm {mitt} }}}={\frac {\lambda }{v_{\mathrm {th} }+v_{\mathrm {D} }}}}
mit
- {\displaystyle v_{\mathrm {th} }={\sqrt {\frac {3\cdot k\cdot T}{m}}}}
  - der Boltzmann-Konstante {\displaystyle k}
  - der absoluten Temperatur {\displaystyle T}.

Bei nicht zu großen elektrischen Feldstärken ist die Driftgeschwindigkeit viel kleiner als die thermische Geschwindigkeit, weswegen man sie vernachlässigen kann:
{\displaystyle v_{\mathrm {D} }\ll v_{\mathrm {th} }\Rightarrow \tau \approx {\frac {\lambda }{v_{\mathrm {th} }}}}
Eine quantenmechanische Betrachtung nach Sommerfeld liefert ein ähnliches Ergebnis. Dort muss allerdings die Masse durch die effektive Masse {\displaystyle m^{*}} ersetzt werden, die sich um mehrere Größenordnungen von der Elektronenmasse unterscheiden kann. Zudem muss die mittlere Stoßzeit für die Elektronen mit der Fermienergie {\displaystyle E_{\mathrm {F} }} eingesetzt werden; denn zur Leitfähigkeit in entarteten Systemen wie Metallen und hochdotierten Halbleitern tragen nur die Elektronen mit Energie im Bereich {\displaystyle k\cdot T} um die Fermienergie bei:
{\displaystyle \mu ={\frac {q\cdot \tau (E_{\mathrm {F} })}{m^{*}}}={\frac {q\cdot \lambda (E_{\mathrm {F} })}{m^{*}\cdot v(E_{\mathrm {F} })}}}

### Mobilität in Festkörpern
Bei Festkörpern hängt die Mobilität stark von der Anzahl von Störstellen und der Temperatur ab, sodass es schwierig ist, Werte anzugeben. Es ist zu beachten, dass im Gegensatz zu einem einzigen Körper die Geschwindigkeit der vielen vorhandenen Ladungsträger statistisch verteilt ist. Die notwendige Reibungskraft, die eine konstante Beschleunigung verhindert, ist gegeben durch die Streuung an Phononen und an Gitterfehlern im Kristall. Die mittlere freie Weglänge wird von diesen beiden Streumechanismen begrenzt; die Elektronen untereinander streuen nur sehr selten und an den Gitteratomen eigentlich gar nicht.
Näherungsweise lässt sich die Mobilität ausdrücken als Kombination der Effekte von Gitterschwingungen (Phononen) und Störstellen (= Punktdefekte) durch folgende Gleichung (Matthiessensche Regel):
{\displaystyle \mu ={\frac {1}{{\frac {1}{\mu _{\text{Phononen}}}}+{\frac {1}{\mu _{\text{Störstellen}}}}}}}.
Die Mobilität ist abhängig vom Material, der Störstellendichte, der Temperatur und der Feldstärke. Bei niedrigen Temperaturen streuen die Elektronen hauptsächlich mit Störstellen, bei höheren verstärkt mit Phononen (je höher die Temperatur, desto mehr Phononen sind angeregt).
Wie die quantenmechanische Betrachtung nach Sommerfeld zeigt, hängt die Mobilität von der effektiven Masse ab. Dabei ist zu beachten, dass die effektive Masse im Allgemeinen ein Tensor ist, also richtungsabhängig. Somit hängt bei einkristallinen Materialien die Beweglichkeit von der Kristallorientierung ab.
In Halbleitern ist die Mobilität zudem unterschiedlich für Elektronen im Leitungsband und Defektelektronen (= Löcher) im Valenzband. Elektronen haben meist kleinere effektive Massen als Löcher und somit eine höhere Mobilität. Falls einer der beiden Ladungsträger durch Dotierung dominiert, so ist die Leitfähigkeit des Halbleiters proportional zur Mobilität der Majoritätsladungsträger. Durch Dotierung eines hochreinen Halbleitermaterials (typischerweise Silizium) mit Fremdatomen geeigneter Natur wird gezielt eine bestimmte Menge beweglicher Ladungsträger eingebracht, deren Mobilität jedoch verringert wird, da die Dotierungsatome Störstellen sind. Je nach Dotierungsmaterial entstehen Überschuss-Elektronen (n-Dotierung) oder Defekt-Elektronen (p-Dotierung).

### Ladungsträgermobilität einiger Stoffe
Abhängig von der Materialstruktur kann die Beweglichkeit stark variieren. Beispielsweise erreicht sie im Standardmaterial der Elektronik, dem Silicium (Si), nur mittlere Werte. Im Galliumarsenid (GaAs) dagegen ist sie wesentlich höher, mit der Folge, dass dieses Material weit höhere Arbeitsfrequenzen aus ihm erstellter Bauteile zulässt als Silicium, das aber zu ebenfalls höheren Materialkosten.
| Elektronen- und Löchermobilität verschiedener Materialien in cm2/(V·s) bei 300 K | Elektronen- und Löchermobilität verschiedener Materialien in cm2/(V·s) bei 300 K | Elektronen- und Löchermobilität verschiedener Materialien in cm2/(V·s) bei 300 K | Elektronen- und Löchermobilität verschiedener Materialien in cm2/(V·s) bei 300 K |
| Material                                                                         | Elektronen                                                                       | Löcher                                                                           | Anmerkungen                                                                      |
| -------------------------------------------------------------------------------- | -------------------------------------------------------------------------------- | -------------------------------------------------------------------------------- | -------------------------------------------------------------------------------- |
| organische Halbleiter                                                            | ≤ 10                                                                             |                                                                                  |                                                                                  |
| Rubren                                                                           |                                                                                  | 40                                                                               | höchste Beweglichkeit unter den organischen Halbleitern                          |
| übliche Metalle                                                                  | ≈ 50                                                                             |                                                                                  |                                                                                  |
| Silicium (kristallin, undotiert)                                                 | 1.400                                                                            | 450                                                                              |                                                                                  |
| Germanium                                                                        | 3.900                                                                            | 1.900                                                                            |                                                                                  |
| Galliumarsenid                                                                   | 9.200                                                                            | 400                                                                              |                                                                                  |
| Indiumantimonid                                                                  | 77.000                                                                           |                                                                                  |                                                                                  |
| Kohlenstoff-Nanoröhrchen                                                         | 100.000                                                                          |                                                                                  |                                                                                  |
| Graphen                                                                          | 10.000                                                                           |                                                                                  | auf SiO2-Träger                                                                  |
| Graphen                                                                          | 350.000                                                                          |                                                                                  | bei 1,6 K; bisheriger Maximalwert                                                |
| Zweidimensionales Elektronengas                                                  | 35.000.000                                                                       |                                                                                  | nahe dem absoluten Nullpunkt                                                     |

## Mobilität in der Gasphase
Mobilität wird für jeden Bestandteil der Gasphase einzeln definiert. Dies ist von besonderem Interesse in der Plasmaphysik. Die Definition lautet:
{\displaystyle \mu ={\frac {q}{m\cdot \nu _{m}}}}
mit
- der Ladung {\displaystyle q}
- der Stoßfrequenz {\displaystyle \nu _{m}}
- der Masse {\displaystyle m},

jeweils des Bestandteils.
Der Zusammenhang zwischen der Mobilität und dem Diffusionskoeffizienten ist bekannt als Einstein-Gleichung:
{\displaystyle \mu ={\frac {q}{k_{\mathrm {B} }\cdot T}}\cdot D}
mit
- dem Diffusionskoeffizient {\displaystyle D={\frac {\pi }{8}}\cdot \lambda ^{2}\cdot \nu _{m}}
  - der mittleren freien Weglänge {\displaystyle \lambda }
- der Boltzmannkonstante {\displaystyle k_{\mathrm {B} }}
- der Temperatur {\displaystyle T}.